# Kotinga bülbül
A kotinga bülbül (Pycnonotus aurigaster) a madarak osztályának verébalakúak (Passeriformes) rendjébe, a bülbülfélék (Pycnonotidae) családjába tartozó faj.
A magyar név forrással nincs megerősítve.

## Előfordulása
Kambodzsa, Kína, Hongkong, Indonézia, Laosz, Mianmar, Thaiföld és Vietnám területén honos.

## Alfajai
- Pycnonotus aurigaster latouchei (Deignan, 1949) – dél-Kína, kelet-Mianmar, északkelet-Thaiföld, észak-Laosz, észak-Vietnám;
- Pycnonotus aurigaster chrysorrhoides (Lafresnaye, 1845) – délkelet-Kína;
- Pycnonotus aurigaster resurrectus(Deignan, 1952) – észak-Vietnám, délkelet-Kína;
- Pycnonotus aurigaster klossi (Gyldenstolpe, 1920) – délkelet-Mianmar, észak-Thaiföld;
- Pycnonotus aurigaster schauenseei (Delacour, 1943) – dél-Mianmar, északnyugat-Thaiföld;
- Pycnonotus aurigaster thais (Kloss, 1924) – közép- és délkelet-Thaiföld, közép-Laosz;
- Pycnonotus aurigaster dolichurus (Deignan, 1949) – közép-Vietnám;
- Pycnonotus aurigaster germani (Oustalet, 1878) – délkelet-Thaiföld, Kambodzsa, dél-Indokína;
- Pycnonotus aurigaster aurigaster (Vieillot, 1818) – Jáva, Bali.